# DaMarcus Beasley
DaMarcus Beasley (Indiana, 24 de Maio de 1982) é um ex-jogador de futebol norte-americano que atuava como lateral-esquerdo e ponta-esquerda.

## Artilharias
Seleção Norte-Americana
- Copa Ouro da CONCACAF: 2005 (3 gols)

## Gols internacionais
| #  | Data       | Local                       | Adversário    | Placar | Resultado | Competição                  |
| -- | ---------- | --------------------------- | ------------- | ------ | --------- | --------------------------- |
| 1  | 2002-01-19 | Pasadena, Califórnia        | Coreia do Sul | 2-1    | 2-1       | Copa Ouro da CONCACAF 2002  |
| 2  | 2002-05-12 | Washington, D.C.            | Uruguai       | 2-0    | 2-1       | Amistoso                    |
| 3  | 2002-05-16 | East Rutherford, New Jersey | Jamaica       | 5-0    | 5-0       | Amistoso                    |
| 4  | 2003-06-19 | Saint-Étienne, França       | Turquia       | 1-0    | 1-2       | Copa das Confederações 2003 |
| 5  | 2004-03-31 | Plock, Polônia              | Polónia       | 1-0    | 1-0       | Amistoso                    |
| 6  | 2004-06-13 | Columbus, Ohio              | Granada       | 1-0    | 3-0       | Elim. Copa do Mundo 2006    |
| 7  | 2004-06-13 | Columbus, Ohio              | Granada       | 2-0    | 3-0       | Elim. Copa do Mundo 2006    |
| 8  | 2004-06-20 | St. Georges, Granada        | Granada       | 3-1    | 3-2       | Elim. Copa do Mundo 2006    |
| 9  | 2005-07-05 | Seattle, Washington         | Cuba          | 3-1    | 4-1       | Copa Ouro da CONCACAF 2005  |
| 10 | 2005-07-16 | Foxboro, Massachusetts      | Jamaica       | 2-0    | 3-1       | Copa Ouro da CONCACAF 2005  |
| 11 | 2005-07-16 | Foxboro, Massachusetts      | Jamaica       | 3-0    | 3-1       | Copa Ouro da CONCACAF 2005  |
| 12 | 2005-09-03 | Columbus, Ohio              | México        | 2-0    | 2-0       | Elim. Copa do Mundo 2006    |
| 13 | 2007-06-02 | San Jose, Califórnia        | China         | 1-0    | 4-1       | Amistoso                    |
| 14 | 2007-06-12 | Foxboro, Massachusetts      | El Salvador   | 1-0    | 4-0       | Copa Ouro da CONCACAF 2005  |
| 15 | 2007-06-12 | Foxboro, Massachusetts      | El Salvador   | 4-0    | 4-0       | Copa Ouro da CONCACAF 2007  |